# Cyrtogramme faulalis
Cyrtogramme faulalis là một loài bướm đêm trong họ Crambidae.